# 午後のお茶は妖精の国で
『午後のお茶は妖精の国で』（ごごのおちゃはようせいのくにで）は遠藤淑子による漫画作品。2007年から2010年にかけて、「夢幻アンソロジーシリーズ」（祥伝社）Vol.8 - Vol.17にて連載された。その後同誌のVol.18からVol.20には番外編が掲載された。単行本は同社の「フィールコミックス（幻想コレクション）」より本編全3巻、番外編全1巻。
本稿では同シリーズにあたる読み切り作品「午後のお茶は妖精の庭で」「午後のお茶は妖精の森で」についても述べる。

## あらすじ
ある国の王子・アルスター、魔法使い・ルグ、金貸しのハルシュは、妖精ヴィネドの罠にはまってそれぞれ女、子供、カラスの姿に変えられてしまった。その水を飲むと元の姿に戻るという妖精の国の泉を目指して、3人の旅は始まった。

## 主な登場人物
アルスター
元はある国の王子だが、ヴィネドに騙されて飲んだ薬の効果で女の身体になってしまった。王女では王位を継げず、元の身体に戻るため妖精の国を目指して旅をすることになる。
ルグ
元は長い間修行を積んだ魔法使いだが、ヴィネドに騙されて飲んだ薬の効果で子供の身体になってしまった。さらに徐々に肉体の若返りが進行しており、このまま受精卵まで退行すると命に関わるため、元の身体に戻ろうと旅をする。
ハルシュ
元は金貸しだが、ヴィネドに渡された「金が増える壷」を覗き込んだところカラスになってしまった。
ヴィネド
アルスター、ルグ、ハルシュの3人の姿を変えた妖精。人間の「欲」が妖精を脅かしているとして徹底抗戦を主張している。エスリンの姉・アリルの婚約者だった。
エスリン
妖精の女王。人間に妖精が脅かされていることは認識しているものの、武器を取り戦うことは妖精であることを放棄するものだとしてヴィネドと対立。ヴィネドの体を小さくして止めようとしたがミスで自分の体を小さくしてしまい、風に飛ばされてしまったところをアルスター達と出会う。ヴィネドに命令された妖精がアルスター達に毒を盛ったことに気がつき身代わりとなり、毒の進行を止めるため仮死状態に。その際、王族の証となる石をアルスター達に託す。
本編はこの問題が解決されないまま終了してしまったことが、コミックス3巻の描き下ろしおまけ漫画でネタにされている。
キーラ
アルスター一行が旅の途中で出会った、水晶の塔の巫女見習いの少女。自由を求めて妖精に会いたがっていた。人の心を読む特別な力を持っている。
ダルリス
妖獣使いの妖精。妖精を守るためにヴィネドの協力者となる。
リール
妖精の国と、泉のある管理者の世界との間にゲートを作りアルスター一行を足留めしていた妖精。
ハラン
この世界の「管理者」と呼ばれる存在。時間を操ることができる。妖精が滅び人間が生き残るが、人間もいずれ別の種によって滅ぶことを予言する。

## 番外編

### 魔法使いの内弟子

#### あらすじ
ルグの留守を預かった弟子・ディルのもとに、「自分を絶世の美女に変えてほしい」という女性・ファーディアが訪ねてくる。

#### 主な登場人物
ディル（ディルムッド）
一族のしきたりとしてルグに弟子入りしている青年。魔法はまだ使えないが、ファーディアの頼みに協力することになる。
ファーディア
領土に良質なぶどう畑を持つコンフォヴォル家の一人娘。天候不順が続き困窮した家のために、政略結婚を計画し、そのために自分のことを「人類始まって以来の絶世の美女」だという噂を流し、実際にそうなるようにとルグのもとを訪ねる。

### アリル

#### あらすじ
ヴィネドの少年時代。繊細で泣いてばかりの妖精の王女・アリルに対し、ヴィネドは強くなってほしいと願っていた。

#### 主な登場人物
ヴィネド
妖精の王女・アリルとエスリンのいとこ。アリルを失ってからの本編とは大きく性格が異なり、この時点ではまだ弱気な少年だった。
アリル
妖精の王女でエスリンの姉。妖精の中でも特に繊細で、世界の全ての悲しみを嘆き、泣いてばかりの毎日を送っている。一方で、妖精でもすでに失っている木々や動物の声を聞く能力を持っている。
エスリン
妖精の王女でアリルの妹。アリルとは違って乱暴者だが姉想い。

### 妖精の石

#### あらすじ
ハルシュの少年時代。鍛冶屋の親方のもとで働いていたハルシュは、ある日森で熊に襲われていたマクリルという少年を助ける。マクリルは助けてもらったお礼として「妖精の石」をハルシュのもとにもって来るようになった。

#### 主な登場人物
ハルシュ
捨て子で、鍛冶屋の親方に拾われて働いている。少年時代ですでにがめつい性格をしていた。
マクリル
領主の息子。森で熊に襲われていたところをハルシュに助けられ、友達になる（ハルシュは口では否定）。その後ハルシュに会う口実として「妖精の石」をもってくるようになる。

## 午後のお茶は妖精の庭で
『夢幻アンソロジーシリーズ Vol.6 幻想組曲』（2007年）に掲載。

### あらすじ
バーリントン侯爵家の次男・エドワードは子供の頃に「妖精を見た」と話したため「病気」だとして田舎で「療養生活」を送っていた。そんな中、兄・リチャードの失踪の知らせが入り、エドワードは執事のケインズ、メイドのエミリーと共に実家に戻る。そこで待っていたのはリチャードの失踪をよそに誰が爵位を継承するかといううわさ話だった。

### 主な登場人物
エドワード
バーリントン侯爵家の次男。子供の頃妖精を見たが、それを周囲に話し、大人になっても見たと言い続けたため「病気」扱いされ田舎で隔離された生活を送っている（ただし田舎ぐらしそのものは本人は深く気にしていないようである）。妖精を見たことを「凄い」と言ってくれた兄のリチャードを慕っている。
エミリー
エドワードの家で働くメイド（ただしメイドは一人しかいない）。下町出身。「専門ではない」といいつつ錠前破りの技術を持つ。
ケインズ
エドワードの家の執事。
リチャード
エドワードの兄で現在の爵位は伯爵。彼が失踪したという知らせから物語が始まる。
バーリントン侯爵（バーリントンこうしゃく）
エドワードの父。失踪したリチャードの代わりにエドワードに爵位を継がせようとする。
妖精（ようせい）
バーリントン侯爵家の庭にいる妖精。名前は不明。スキンヘッドの男の妖精で、口は悪い。エドワードが狙われていると忠告し守る手助けをした。

## 午後のお茶は妖精の森で
『夢幻アンソロジーシリーズ Vol.7 幻想小夜曲』（2007年）に掲載。

### あらすじ
森本はづきは登校中に妖精・キアンの手により妖精の国へと送られる。そこはダーナ族とフォモール族という二つの種族が争っている世界だった。はづきは戦争を終わらせるための「終わりの言葉」を言うために連れてこられたのであった。

### 主な登場人物
森本はづき（もりもとはづき）
登校中にキアンの手により妖精の国へ送られた少女。「終わりの言葉」を言うように求められる。
アルヴァ
フォモール族と戦うダーナ族の戦士。本来は剣を持つことのないダーナ族においては、その行為は自殺行為に近いものであった。
キアン
ダーナ族の魔法使い。はづきを妖精の国へ連れてきた。
フォトラ
ダーナ族の長で、キアンの母。外見は若いが300歳を超えている。

## 当初のシリーズ構成の予定
当初、作者は
1. 午後のお茶は妖精の庭で
2. 午後のお茶は妖精の森で
3. 午後のお茶は妖精の国で
4. 午後のお茶は妖精の星で

とそれぞれ別のキャラクターによる読み切りのシリーズを予定していた。だが、「国で」を描いた後、編集部より「国で」を連載するよう提案され、それを受けて「国で」の連載が決定した（単行本1巻あとがき）。

## 書誌情報
- 遠藤淑子『午後のお茶は妖精の国で』祥伝社〈フィールコミックス幻想コレクション〉、全3巻
  1. 2008年9月初版発行、ISBN 978-4-396-79019-6（「午後のお茶は妖精の庭で」「午後のお茶は妖精の森で」同時収録）
  2. 2009年10月初版発行、ISBN 978-4-396-79029-5
  3. 2010年8月初版発行、ISBN 978-4-396-79036-3
- 遠藤淑子『アリル〜午後のお茶は妖精の国で 番外編〜』祥伝社〈フィールコミックス幻想コレクション〉2011年9月初版発行、ISBN 978-4-396-79049-3

### 単行本に関する補足事項
単行本第1巻は、「狼には気をつけて」（白泉社文庫版1・2巻）および「なごみクラブ」（竹書房）との同時発売であった。それを記念して、帯にはこの3冊の広告が掲載されたほか、描き下ろしのおまけ漫画にはそれぞれのメインキャラクターがゲストで登場している。